# Albert Uhlmann
Albert Uhlmann (* 1884; † 1945) war ein deutscher Architekt und Bauunternehmer.

## Werdegang
Uhlmann war der Inhaber des Unternehmens Holzhausbau Uhlmann. Um 1920 schuf er eine Serie mit sechs Ingolstädter Detailansichten für Postkarten. Uhlmann liegt neben dem Ingolstädter Architekten Josef Elfinger auf dem Westfriedhof begraben.

## Bauten

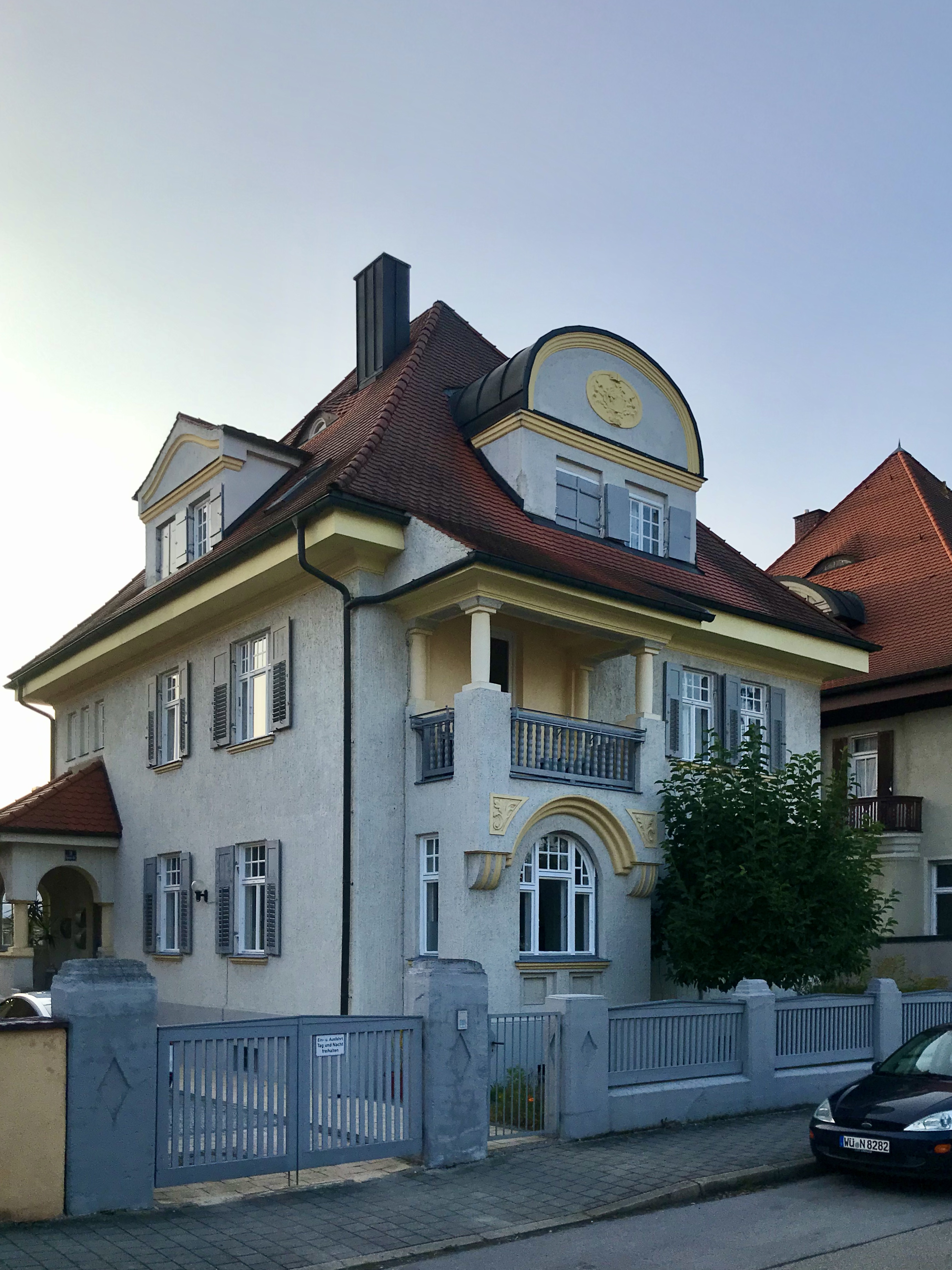
Villa Spretistraße 9 in Ingolstadt

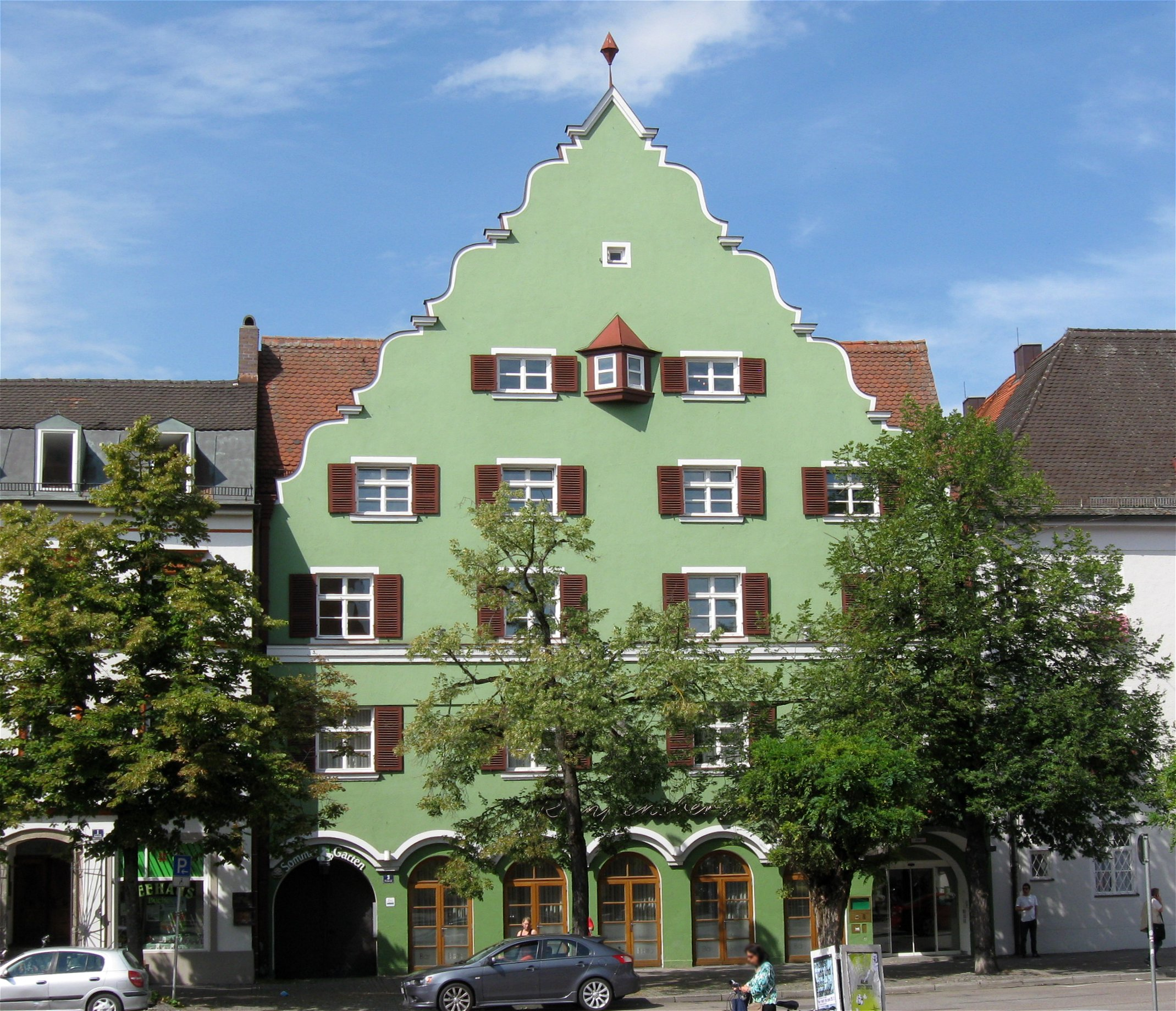
Hotel Rappensberger in Ingolstadt

- 1908: Villa Spretistraße 19 in Ingolstadt (unter Denkmalschutz)[2]
- 1911: Villa Spretistraße 9 in Ingolstadt (unter Denkmalschutz)[3]
- 1911: Villa Spretistraße 9 1/2 in Ingolstadt (unter Denkmalschutz)[4]
- 1917: katholische Kirche St. Josef in Ingolstadt, Frühlingstraße (1971 abgerissen)[5]
- 1915–1916: Wohnbebauung Uhlmannblock für die Gemeinnützige Wohnungsbaugesellschaft Ingolstadt in Ingolstadt, Regensburger Straße 2–10[6][7]
- 1922: Wohnhaus des Gutshofs Hüll, Gut Hüll 2 (unter Denkmalschutz)[8]
- 1922: „Ingolstädter Haus“ auf der Deutschen Gewerbeschau in München
- 1927: Wiederaufbau des Hotels Rappensberger in Ingolstadt, Harderstraße 3 (mit Karl August Tinti; unter Denkmalschutz)[9][10]